# Каро, Хосе Эйсебио
Хосе Эйсебио Каро Ибаньес (исп. José Eusebio Caro Ibañez; 5 марта 1817 — 28 января 1853) — колумбийский поэт, журналист и политик.
Получил преимущественно домашнее образование. В середине 1830-х гг. дебютировал как поэт, печатался под разнообразными псевдонимами. Был основателем и редактором еженедельных газет «La Estrella Nacional» (1836), «El Granadino» (1840—1845) и «La Civilización» (1849—1851). В 1845 году был министром финансов, уничтожил табачную монополию. 
Когда президент Хосе Иларио Лопес на рубеже 1840-50-х гг. стал фактически тираном, Каро перешёл к оппозиции, в 1849 году выступил одним из соучредителей Колумбийской консервативной партии а затем был вынужден бежать в Нью-Йорк, но, мучимый тоской по родине, вернулся и скоро умер в городе Санта-Марта.
Стихотворения Каро были впервые собраны и изданы в 1857 году, затем последовало мадридское переиздание 1885 года.
Сын Каро Мигель Антонио Каро стал впоследствии президентом Колумбии, а дочь — супругой другого президента страны, Карлоса Ольгина Мальярино.